# Себешу де Жос (Сибињ)
Себешу де Жос (рум. Sebeșu de Jos) насеље је у Румунији у округу Сибињ у општини Турну Рошу. Oпштина се налази на надморској висини од 451 m.

## Становништво
Према подацима из 2002. године у насељу је живело 684 становника, од којих су сви румунске националности.